# Condylostylus atrolamellatus
Condylostylus atrolamellatus är en tvåvingeart som först beskrevs av Aldrich 1901.  Condylostylus atrolamellatus ingår i släktet Condylostylus och familjen styltflugor. Inga underarter finns listade i Catalogue of Life.